# Valley Falls, Kansas
Valley Falls là một thành phố thuộc quận Jefferson, tiểu bang Kansas, Hoa Kỳ. Năm 2010, dân số của xã này là 1192 người.